# Ermita de Santa Anna d'Albal
L'ermita de Santa Ana és un temple situat al Parc de Santa Anna, en el municipi d'Albal. És Bé de Rellevància Local amb identificador nombre 46.16.007-001.

## Història
L'origen de la veneració de la santa i de l'ermita es remunten possiblement al segle xiv, ja que la seva fundació pel Consell Catedralici de València ja apareix en documents de 1402 referint-se a fets anteriors. Segons la tradició local, el temple original es va construir en el lloc on un pastor va trobar en 1289 la imatge de la santa en el buit d'una olivera, un plançó de la qual es conserva a l'esquena de l'ermita. El temple actual es va edificar en 1894.

## Descripció
El temple es troba en un pujol a l'oest de la població, a un parc envoltat d'una pinada. El lloc es coneix localment com El Replà.
L'edifici actual va ser edificat a la fi del segle xix en estil neogòtic, si bé es poden trobar elements més antics, possiblement del segle xiv, en la part posterior. L'edifici està realitzat en maó.
La façana està dividida en tres cossos verticals per dues columnes i rematada frontó triangular de vèrtex molt agut, amb espadanya amb campana acabada amb una creu. Destaca el seu atri davanter amb arcs apuntats. Sobre els arcs laterals s'obren finestrals i sobre el central un òcul amb doble vorell, tots ells acristallats. L'habitatge de l'ermità està adossat al cos principal i té sobre la porta un panell ceràmic amb imatge de la santa.
La coberta del temple és a dues aigües, recoberta amb teixeixi àrab i empostissat de maó massís de suport.
A la nau principal s'accedeix per una porta de fusta en forma d'arc apuntat que s'obre en l'atri de la façana principal. Es cobreix amb volta de crucería i el pis és de rajoles blanques i negres. Presenta l'estructura típica de les esglésies de reconquista, això és, planta rectangular dividida per arcs diafragmes. Té el cor als peus i quatre capelles laterals cobertes per voltes d'aresta. Una de les capelles laterals està dedicada a Sant Blas. El presbiteri té volta de cascarón amb nervis blancs. En ell es conserva la imatge de Santa Ana amb la Verge Nena, del segle XIV realitzada en alabastre. San Blas i Santa Ana són els patrons d'Albal.

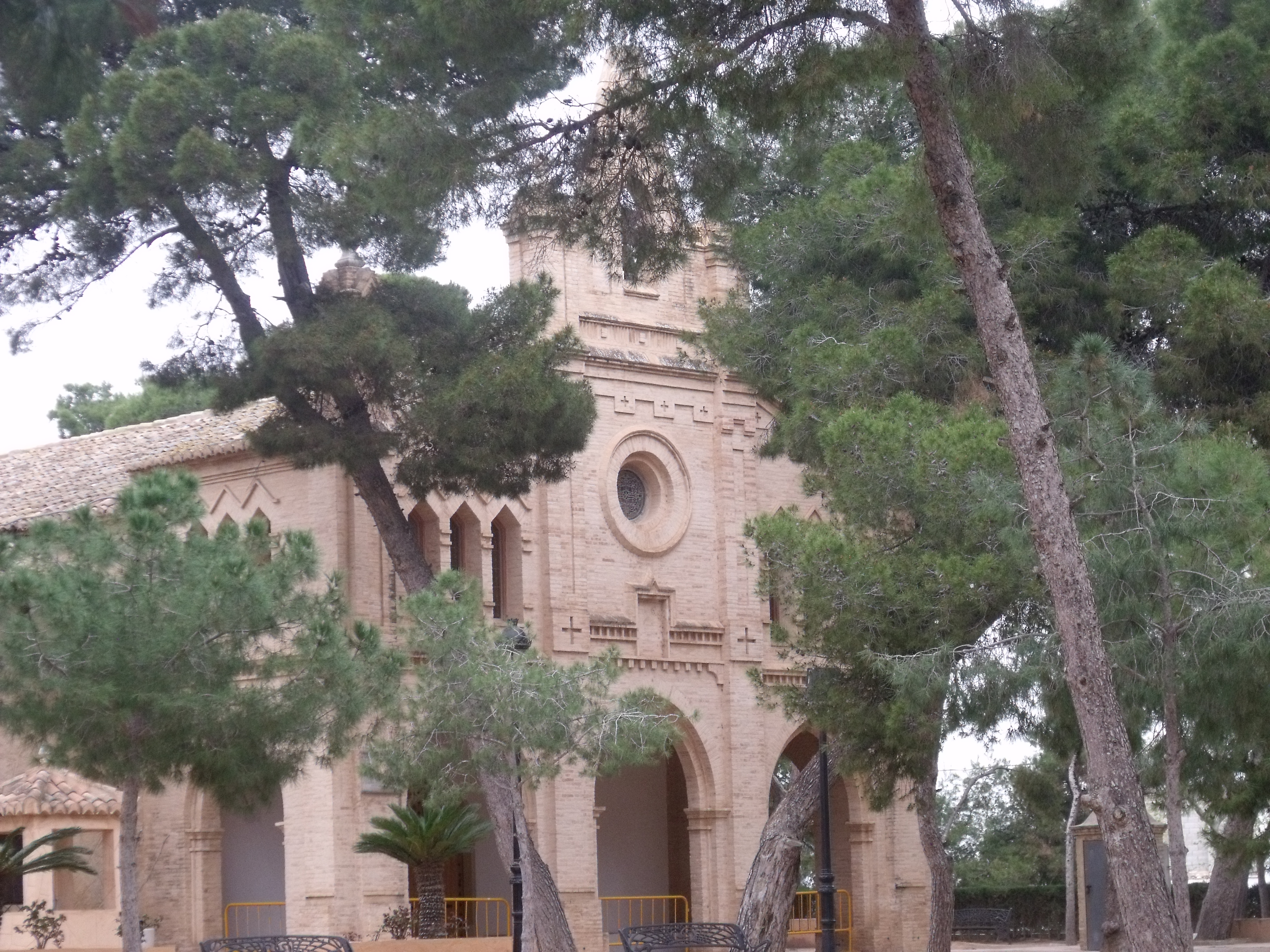
L'ermita està envoltada de pins.
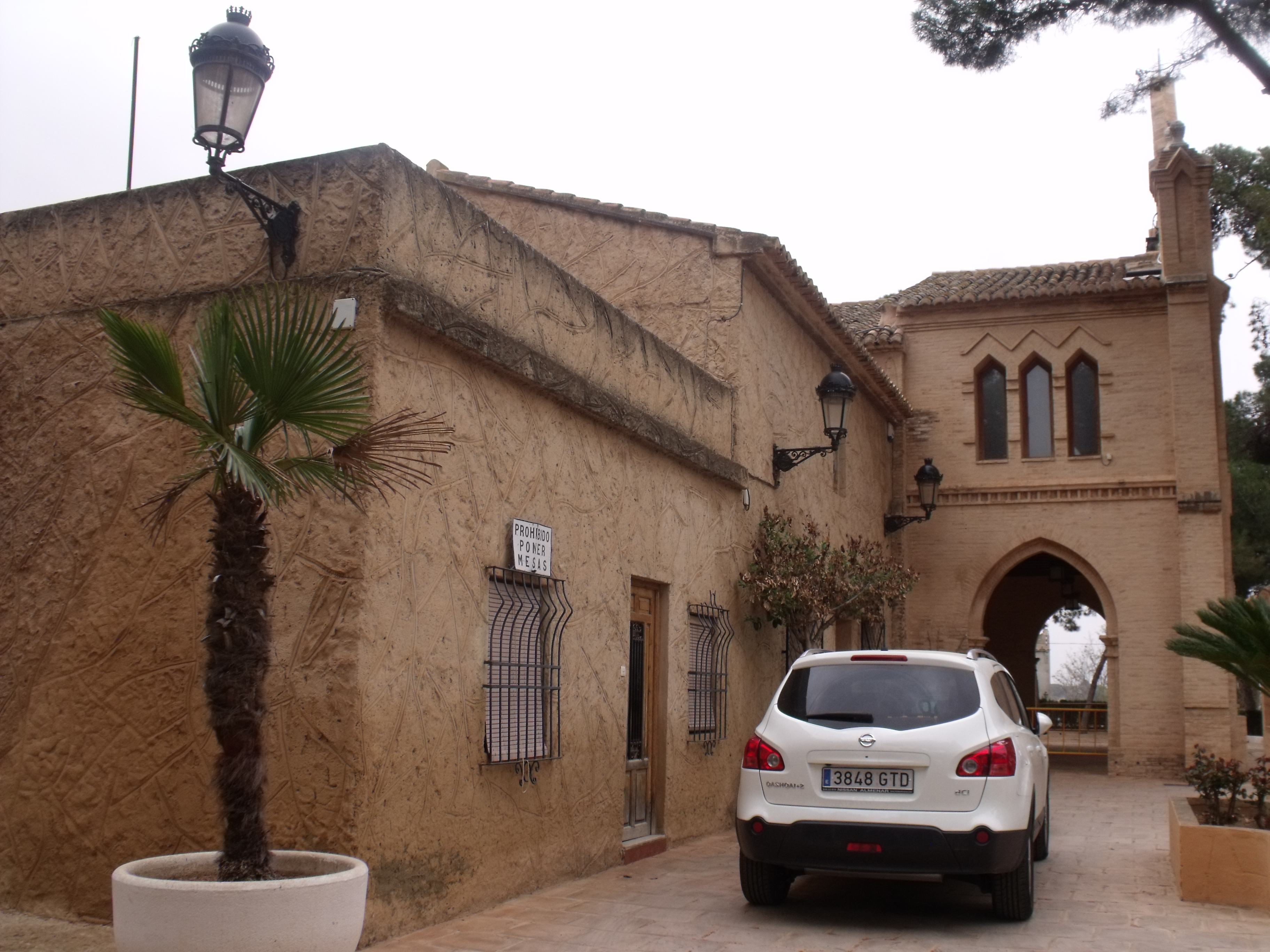
Habitatge de l'ermità.
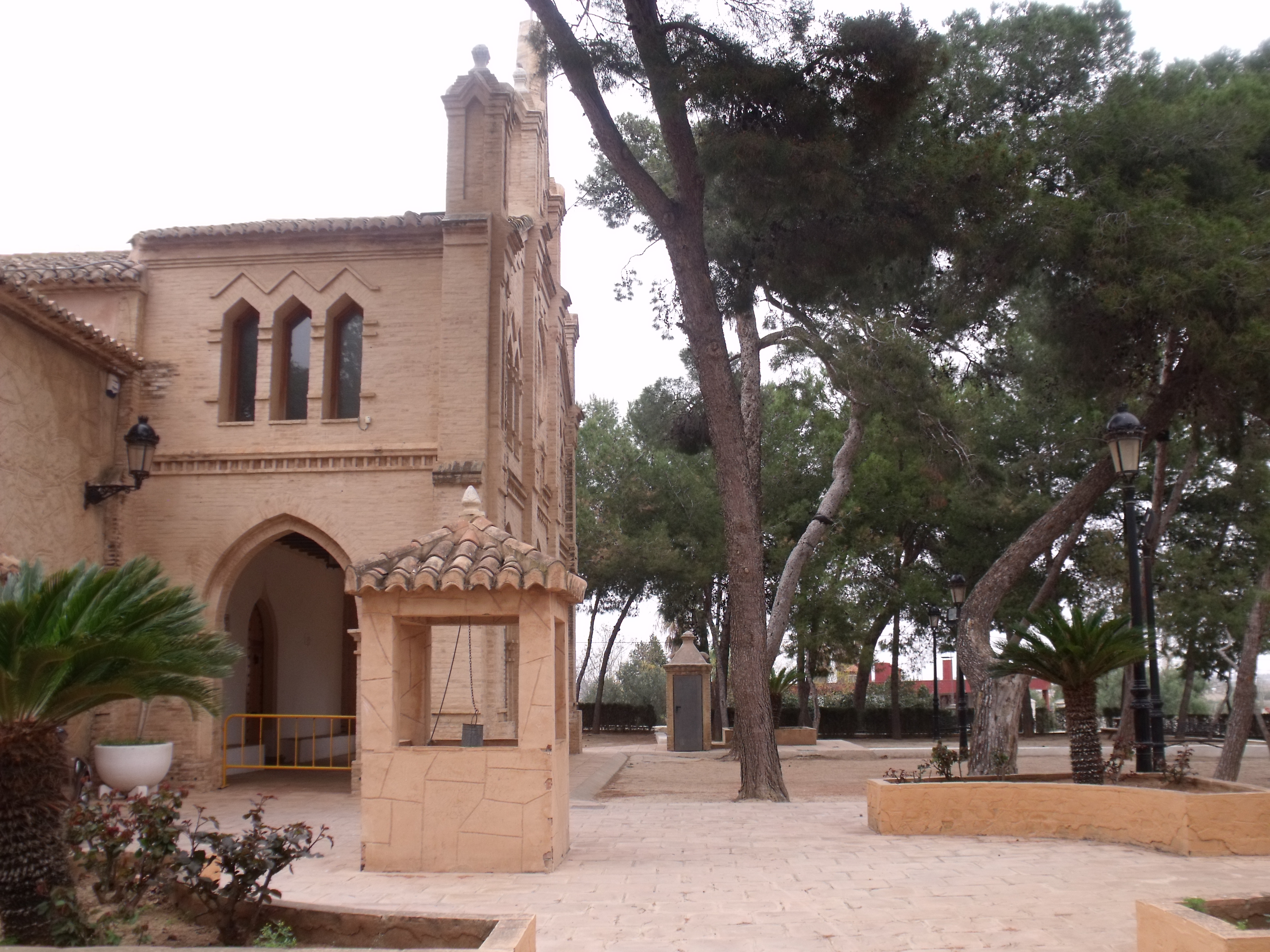
Atri i pou.
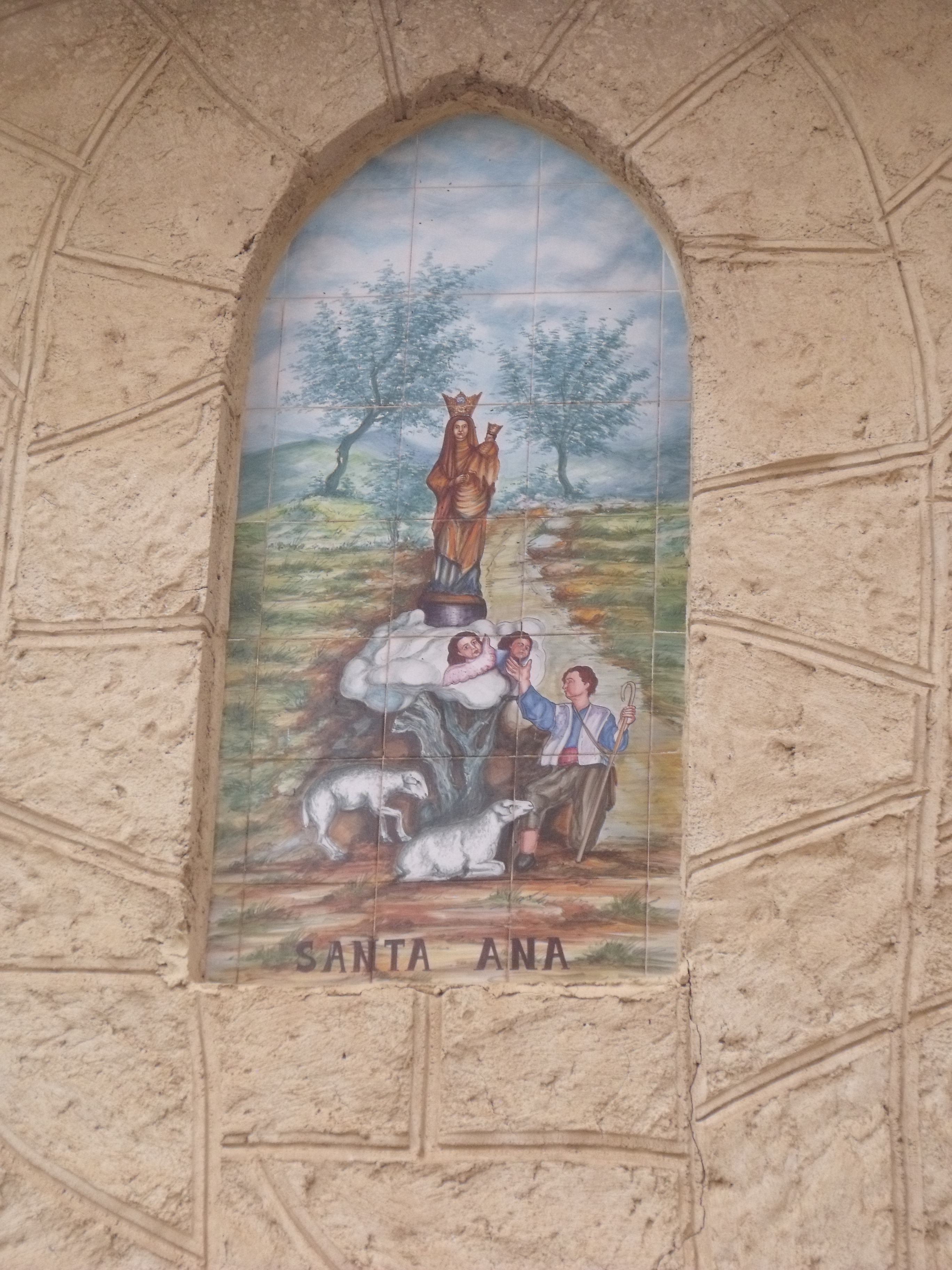
Panell ceràmic al·lusiu a la trobada de la imagen.
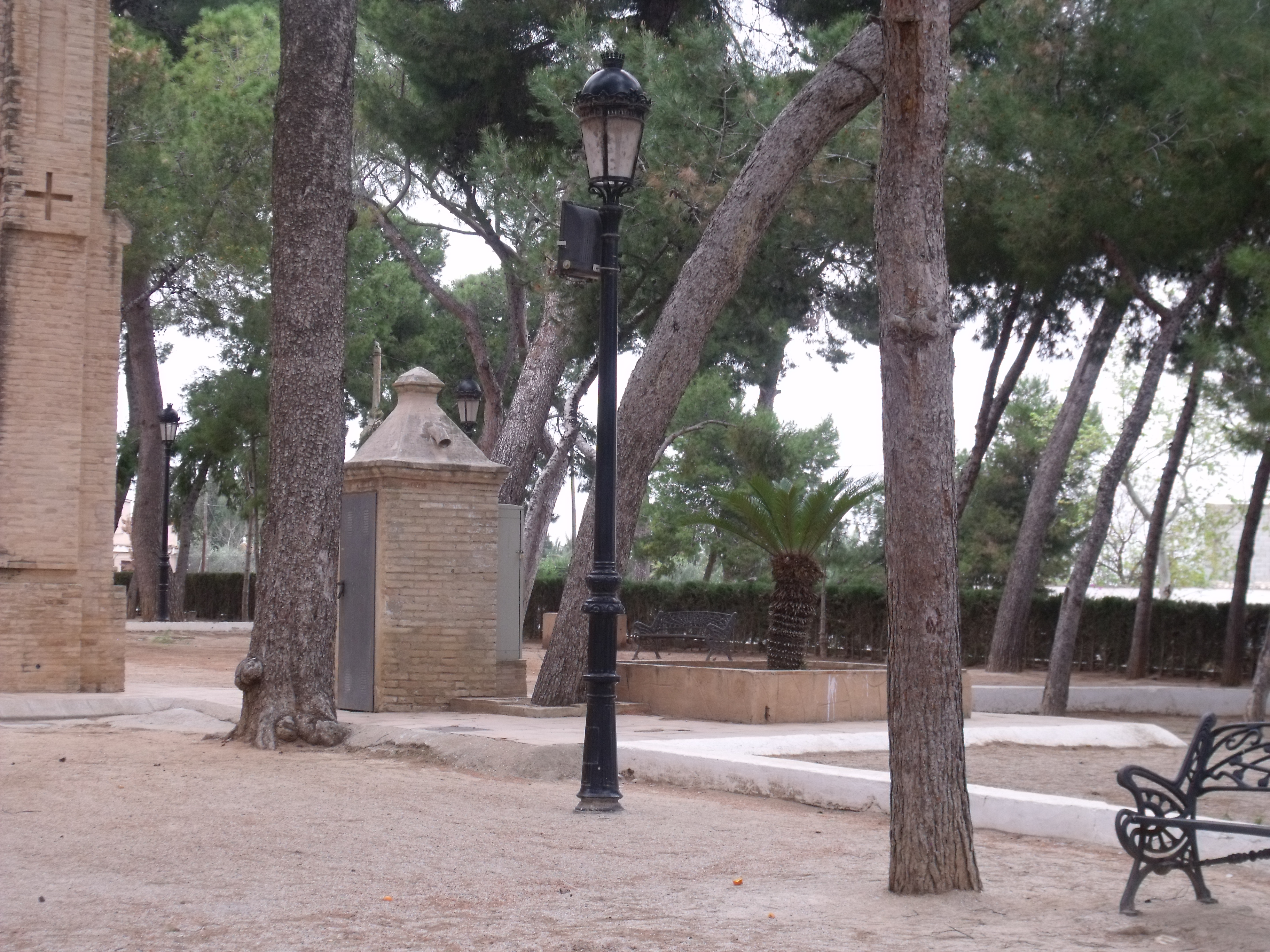
Parc de Santa Anna.
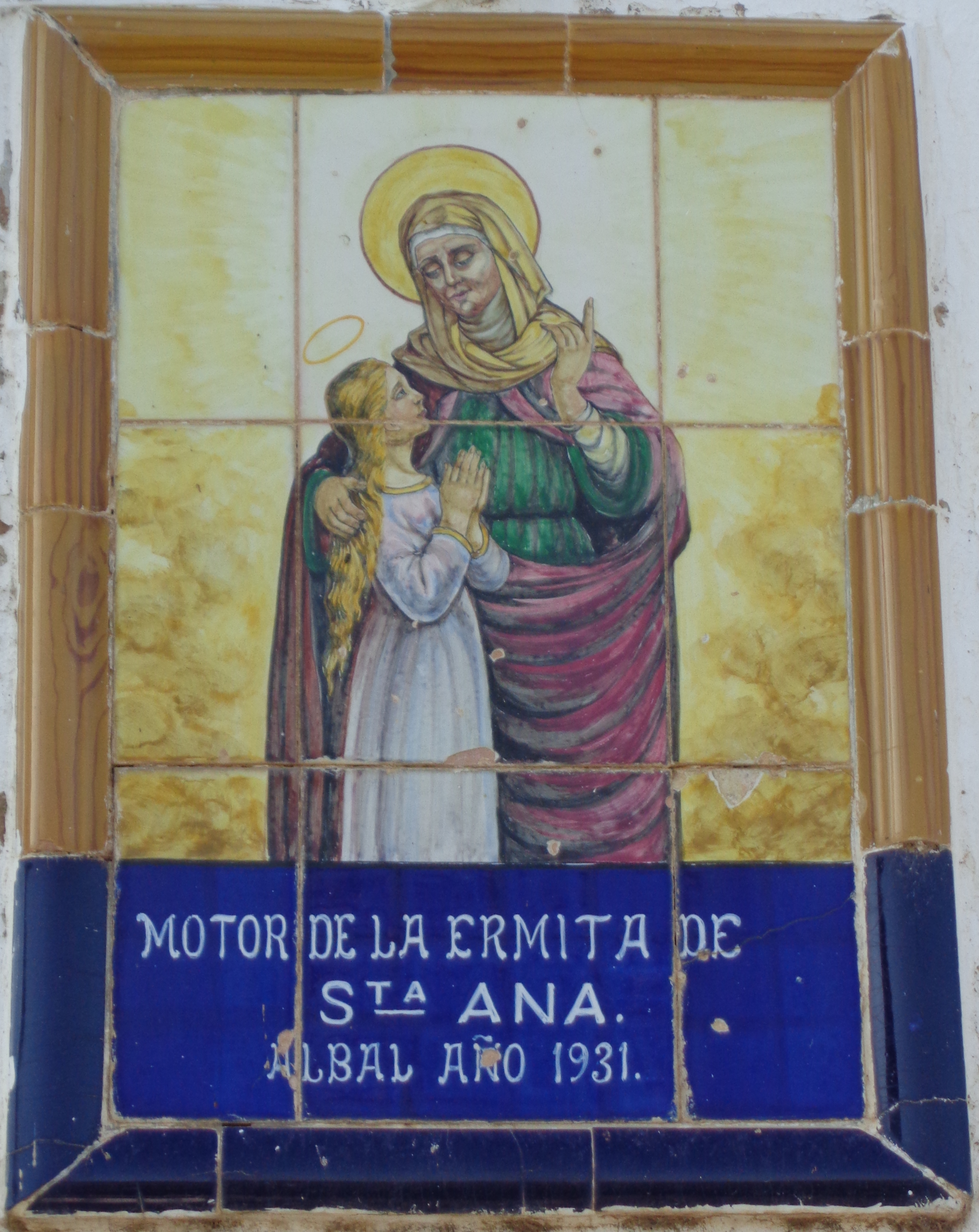
Situada en un entorn agrícola, aquest panell no es troba a l'ermita, sinó a un dels pous de reg del seu entorn.